# Goussainville (Eure y Loir)
Goussainville es una comuna nueva francesa situada en el departamento de Eure y Loir, de la región de Centro-Valle de Loira.

## Historia
Fue creada el 1 de enero de 2015, en aplicación de una resolución del prefecto de Eure y Loir de 7 de noviembre de 2014 con la unión de las comunas de Goussainville y Champagne, pasando a estar el ayuntamiento en la antigua comuna de Goussainville.

## Demografía
| Gráfica de evolución demográfica de Goussainville (Eure y Loir) entre 1800 y 2014 |
|                                                                                   |

Los datos entre 1800 y 2014 son el resultado de sumar los parciales de las dos comunas que forman la nueva comuna de Goussainville, cuyos datos se han cogido de 1800 a 1999, para las comunas de Goussainville y Champagne de la página francesa EHESS/Cassini. Los demás datos se han cogido de la página del INSEE.

## Composición
| Comuna        | Código INSEE | Población (2013) | Superficie (km²) | Densidad (hab./km²) |
| ------------- | ------------ | ---------------- | ---------------- | ------------------- |
| Champagne     | 28069        | 273              | 2.21             | 124                 |
| Goussainville | 28185        | 1269             | 10.83            | 117                 |